# Skrót (informatyka)
Skrót (ang. shortcut) — rodzaj dowiązania symbolicznego w systemach komputerowych (Microsoft Windows, Linux i innych). Skrót to plik o małych rozmiarach odwołujący się do konkretnego celu, może on zawierać dodatkowe parametry uruchamiania konkretnego celu (programu) jego nazwa posiada najczęściej rozszerzenie LNK lub PIF. Używa ich się głównie, korzystając z GUI, reprezentowane jako ikony domyślnie oznaczane są strzałką.